# کیم زمسکال
کیم زمسکال (به انگلیسی: Kim Zmeskal) ژیمناست زادهٔ ۶ فوریهٔ ۱۹۷۶ میلادی اهل کشور ایالات متحده آمریکا است.